# Ру-Фазильяк, Пьер
Пьер Ру-Фазильяк (фр. Pierre Roux-Fazillac; 1746—1833) — французский писатель, член законодательного собрания, потом конвента. 
Вотировал смерть Людовика XVI и потому во время Реставрации был изгнан. Написал: «Recherches historiques et critiques sur l'homme au masque de fer» (1801; автор видит в таинственном узнике графа Матиоли, инженера герцога мангуанского) и «Histoire de la guerre d'Allemagne pendant les anées 1756 et suivantes» (1784).